# 叔侄舅甥婚
叔侄舅甥婚指与双亲的兄弟姊妹或者与兄弟姊妹的子女结成的婚姻，亦即伯（叔）父或姑母与侄子或侄女之间，舅父或姨母与外甥或外甥女之间的婚姻。此类婚姻既可能发生在血亲之间，也可能发生在姻亲之间。在某些国家，此类婚姻为法律所禁止，而在另外一些国家，此类婚姻不仅合法甚至常见，但现在已经不那么常见了。
如果叔侄舅甥婚的双方系血亲，那么他们通常有25%的遗传信息相同（这一比例等同于半兄弟姊妹——同父异母或同母异父的兄弟姊妹——之间的比例），高于表兄弟姊妹之间12.5%的比例，但低于兄弟姊妹之间50%的比例。
在允許表親婚的國家當中，丹麥、德國、瑞士、奧地利、捷克、智利、阿根廷、澳大利亞、加拿大、芬兰、澳門、泰國、马来西亚、荷兰、古巴和俄罗斯允许叔侄舅甥婚。在美国，有两个州在某些情况允许叔侄舅甥婚。在纽约州，纽约上诉法院维持了一名妇女与其母亲的半弟弟之间的婚姻。罗得岛州虽然普遍禁止近亲结婚，但例外允许符合犹太教教义的犹太人婚姻。英國、法國、巴西、愛爾蘭、西班牙、葡萄牙、義大利、匈牙利、秘魯、墨西哥、日本、香港、新加坡、印度尼西亞和新西兰禁止此类婚姻，在法國、挪威、印度尼西亞，叔姪舅甥婚必須經過政府的特別批准（挪威包括一級堂表親結婚也必須經過政府的特別批准，印度尼西亞包括舅叔公與甥侄孫結婚也必須經過政府的特別批准）。
瑞典不僅允許叔姪舅甥婚，甚至還允許同父異母或同母異父的兄弟姐妹結婚，但是必須經過政府的特別批准。

## 历史
在某些前现代社会中，叔侄舅甥婚是首选的婚姻类型。这种近亲属之间的婚姻在古埃及很常见，至少在统治者家族之中如此。
遵循犹太教或基督教信仰的社群，有时允许这样的婚姻。塔木德（Talmud）和迈蒙尼德（Maimonides）鼓励叔叔和侄女之间的婚姻，尽管一些早期的犹太宗教团体，例如萨杜基德（Sadducees），认为这类婚姻受到律法（Torah）的禁止。在中世纪尤其是早期现代的基督徒中，女人与父母的兄弟之间的婚姻并不总是被认为为违反了利未记第18章的内容，在欧洲的王室中尤其如此；在天主教国家，教皇发出的豁免可以允许这样的婚姻。
传统上，此类婚姻在伊斯兰社会中是非法的，并被伊斯兰教禁止。
叔侄舅甥婚在哈布斯堡王朝中尤为突出。例如，西班牙的卡洛斯二世是菲利普四世和他的外甥女奥地利的玛丽安娜的孩子。同时，菲利普四世的父母（亦即玛丽安娜的外祖父母）都是舅舅与外甥女间婚姻的产物。而且，菲利普四世的母亲还是玛丽安娜的祖父的妹妹。结果，卡洛斯二世的父母，（外）祖父母，（外）曾祖父母、（外）曾曾祖父母、（外）曾曾曾祖父母和（外）曾曾曾曾祖父母加起来只有50个不同的人，而一般人为126个人。